# Paepalanthus polycladus
Paepalanthus polycladus är en gräsväxtart som beskrevs av Silveira. Paepalanthus polycladus ingår i släktet Paepalanthus och familjen Eriocaulaceae. Inga underarter finns listade i Catalogue of Life.